# Floria Sigismondi
Floria Sigismondi (nascuda el 1965) és una directora de cinema, guionista, directora de vídeos musicals, artista i fotògrafa italocanadenca.
És coneguda per escriure i dirigir The Runaways, per dirigir videoclipss per a intèrprets com Dua Lipa, Sam Smith, Jimmy Page i Robert Plant (de Led Zeppelin), Marilyn Manson, Christina Aguilera, Justin Timberlake, Rihanna, Leonard Cohen, Katy Perry, Björk i David Bowie, i anuncis per a marques com Gucci, MAC , Target i Nike. Sigismondi també ha dirigit televisió incloent dos episodis de The Handmaid's Tale i American Gods.

## Vida i carrera
Sigismondi va néixer a Pescara, Abruços, Itàlia. Els seus pares, Lina i Domenico Sigismondi, eren cantants d'òpera. La seva família, inclosa la seva germana Antonella, es va traslladar a Hamilton, Ontario, Canadà quan tenia dos anys. En la seva infantesa es va obsessionar amb el dibuix i la pintura. A partir de 1987, va estudiar pintura i il·lustració a l'Ontario College of Art, l'actual Ontario College of Art & Design University (OCADU). Quan va fer un curs de fotografia, es va obsessionar una vegada més i es va graduar en fotografia.
Sigismondi va començar una carrera com a fotògraf de moda. Va arribar a dirigir videoclips quan la productora The Revolver Film Co. la va acostar i va dirigir videos musicals per a diverses bandes canadenques. Els seus treballs de vídeo molt innovadors, però també molt inquietants, situats en escenes que una vegada va descriure com "inframóns entròpics habitats per ànimes torturades i éssers omnipotents", van atreure una sèrie de músics molt destacats. A més, ha descrit les seves obres com "Alguna cosa bastant textural i brutal" i una cosa força bella i lleugera. És com barrejar dos mons."

Amb les seves instal·lacions de fotografia i escultura va fer exposicions individuals a Hamilton i Toronto, Nova York, Brescia (Itàlia), Göteborg (Suècia) i Londres. Les seves fotografies també es van incloure en nombroses exposicions col·lectives, juntament amb artistes com Cindy Sherman, Joel-Peter Witkin i Francesco Clemente. La premsa d'art alemanya Die Gestalten Verlag ha publicat dues monografies de la seva fotografia, Redemption (1999) i Immune (2005). Sigismondi també crea de bon grat els seus propis accessoris per a diverses produccions de vídeos musicals, com ara "Die 4 U" de Perfume Genius. "Si no els creo jo mateixa, els dissenyo o dibuixo, puc obtenir detalls molt tàctils fins al que veig." Té afinitat per coses estranyes però atractives i va crear una carn carnal per apel·lar a la tensió sexual i el desig de l'espectador.

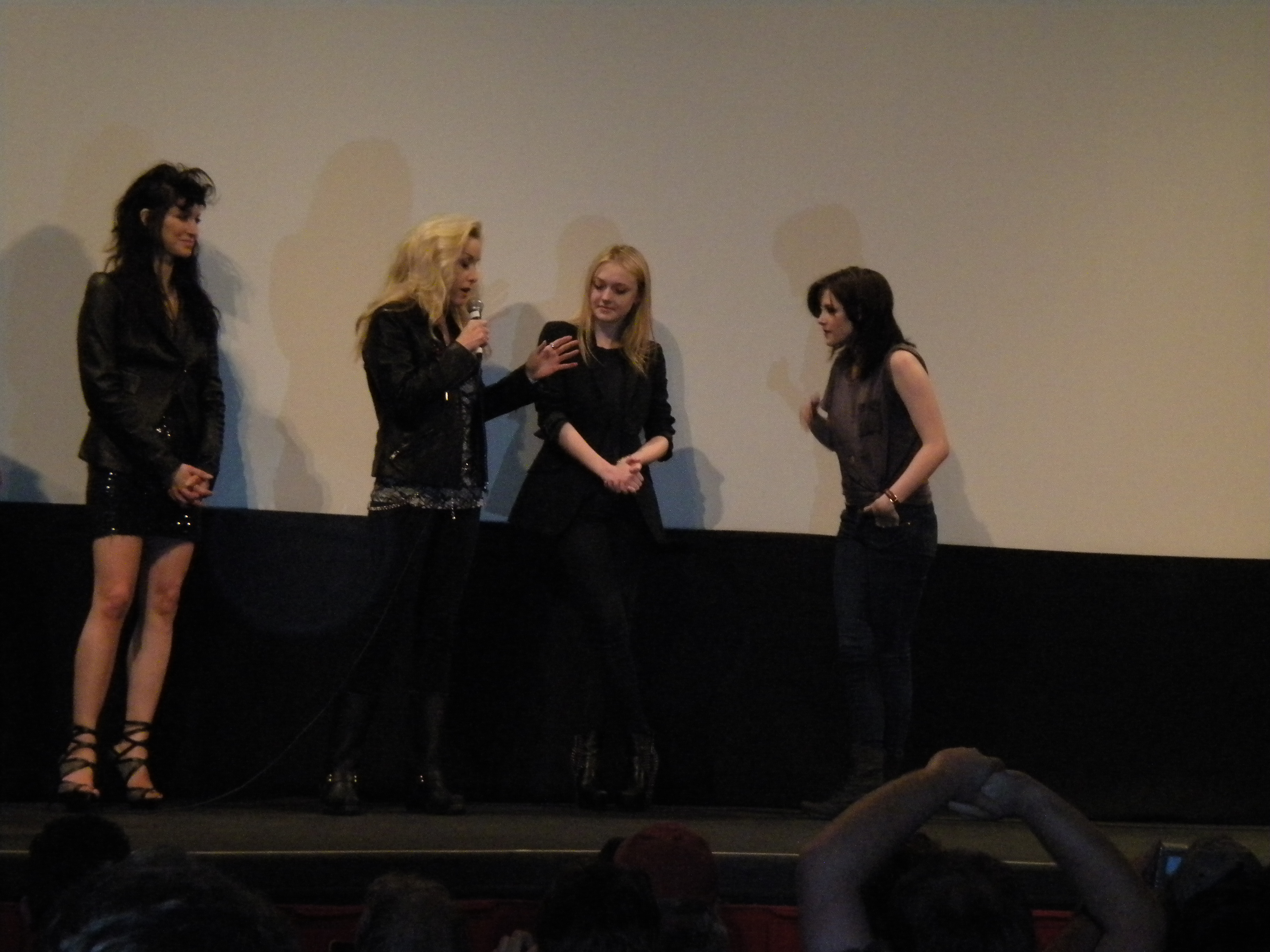
Floria Sigismond, Cherie Currie, Dakota Fanning, Kristen Stewart

## Directora de cinema
El primer llargmetratge de Sigismondi va ser The Runaways, una peça sobre la banda de rock and roll de noies dels anys 70 The Runaways. La pel·lícula tracta en gran part de la relació entre Joan Jett i Cherie Currie. Sigismondi va escriure el guió basat en el llibre de Currie Neon Angel: A Memoir of a Runaway. La pel·lícula es va estrenar el 2010 al Festival de Cinema de Sundance i es va estrenar al Canadà i als Estats Units el març de 2010.
El 2020, Sigismondi va dirigir la pel·lícula de terror The Turning, que es va inspirar en la novel·la de 1898 de Henry James Un altre pas de rosca, i protagonitzada per Mackenzie Davis i Finn Wolfhard.

## Filmografia
Curtmetratges
- Postmortem Bliss (2006)
- Leaning Towards Solace (2012)

Llargmetratges
- The Runaways (2010)
- The Turning (2020)
- The Silence of Mercy (TBA)

Televisió
| Any  | Títol               | Episodi(s)        |
| ---- | ------------------- | ----------------- |
| 2014 | Hemlock Grove       | "Bodily Fluids"   |
| 2016 | Daredevil           | "Kinbaku"         |
| 2017 | The Handmaid's Tale | "A Woman's Place" |
| 2017 | The Handmaid's Tale | "The Other Side"  |
| 2017 | American Gods       | "Come to Jesus"   |

## Vídeos musicals (selecció)
Director
| Títol                                    | Any  | Artista                              | Notes                                        |
| ---------------------------------------- | ---- | ------------------------------------ | -------------------------------------------- |
| "This is My Life"                        | 1992 | Rita Chiarelli                       | [ 4 ]                                        |
| "A Certain Slant of Light"               | 1993 | The Tea Party                        | [ 5 ]                                        |
| "Save Me"                                | 1993 | The Tea Party                        | [ 6 ]                                        |
| "The River"                              | 1993 | The Tea Party                        | [ 7 ]                                        |
| "The Birdman"                            | 1994 | Our Lady Peace                       | version 1                                    |
| "Blue"                                   | 1995 | Harem Scarem                         | [ 9 ]                                        |
| "Four Leaf Clover"                       | 1996 | Catherine                            | [ 10 ]                                       |
| "The Beautiful People"                   | 1996 | Marilyn Manson                       | [ 11 ] [ 12 ]                                |
| "Anna Is a Speed Freak"                  | 1996 | Pure                                 | [ 13 ]                                       |
| "Tourniquet"                             | 1996 | Marilyn Manson                       | [ 14 ]                                       |
| "Little Wonder"                          | 1996 | David Bowie                          | [ 15 ] [ 16 ]                                |
| "Black Eye"                              | 1997 | Fluffy                               | [ 17 ]                                       |
| "Dead Man Walking"                       | 1997 | David Bowie                          | [ 18 ]                                       |
| "Makes Me Wanna Die"                     | 1997 | Tricky                               | [ 19 ]                                       |
| "(Can't You) Trip Like I Do"             | 1997 | Filter & The Crystal Method          | [ 20 ]                                       |
| "Anything but Down"                      | 1998 | Sheryl Crow                          | [ 11 ]                                       |
| "Sweet Surrender"                        | 1998 | Sarah McLachlan                      | [ 21 ]                                       |
| "Most High"                              | 1998 | Jimmy Page i Robert Plant            | [ 22 ]                                       |
| "Chinese Burn"                           | 1998 | Curve                                | [ 23 ]                                       |
| "Can't Get Loose"                        | 1998 | Barry Adamson                        | [ 24 ]                                       |
| "Get Up"                                 | 1999 | Amel Larrieux                        | [ 25 ]                                       |
| "I've Seen It All"                       | 2000 | Björk                                | interactive "webeo" version                  |
| "4 Ton Mantis"                           | 2000 | Amon Tobin                           | [ 27 ]                                       |
| "In My Secret Life"                      | 2001 | Leonard Cohen                        | [ 28 ] [ 16 ]                                |
| "Black Amour"                            | 2002 | Barry Adamson                        | [ 29 ]                                       |
| "She Said"                               | 2002 | Jon Spencer Blues Explosion          | version 2                                    |
| "John, 2/14"                             | 2002 | Shivaree                             | [ 30 ]                                       |
| "Untitled #1 (Vaka)"                     | 2003 | Sigur Rós                            | MTV Europe Music Award 2003 Best Video       |
| "Obstacle 1"                             | 2003 | Interpol                             | [ 11 ]                                       |
| "Anything"                               | 2003 | Martina Topley-Bird                  | [ 33 ]                                       |
| "Bombs Below"                            | 2003 | Living Things                        | version 1                                    |
| "Fighter"                                | 2003 | Christina Aguilera                   | JUNO Award 2004 Video of the Year            |
| "Megalomaniac"                           | 2004 | Incubus                              | [ 11 ]                                       |
| "The End of The World"                   | 2004 | The Cure                             | [ 36 ] [ 16 ]                                |
| "I Owe..."                               | 2004 | Living Things                        | [ 16 ]                                       |
| "Talk Shows on Mute"                     | 2004 | Incubus                              | [ 37 ]                                       |
| "Bombs Below"                            | 2004 | Living Things                        | version 2                                    |
| "Blue Orchid"                            | 2005 | The White Stripes                    | [ 11 ]                                       |
| "Bom Bom Bom"                            | 2005 | Living Things                        | [ 39 ] [ 16 ]                                |
| "O' Sailor"                              | 2005 | Fiona Apple                          | [ 11 ]                                       |
| "Supermassive Black Hole"                | 2006 | Muse                                 | [ 40 ] [ 11 ]                                |
| "Red Flag"                               | 2006 | Billy Talent                         | [ 41 ]                                       |
| "Hurt"                                   | 2006 | Christina Aguilera                   | [ 31 ] [ 42 ] [ 16 ]                         |
| "Broken Boy Soldier"                     | 2006 | The Raconteurs                       | [ 31 ]                                       |
| "Let It Rain"                            | 2009 | Living Things                        | [ 43 ]                                       |
| "Die by the Drop"                        | 2010 | The Dead Weather                     | [ 44 ]                                       |
| "Cherry Bomb"                            | 2010 | Dakota Fanning & Kristen Stewart     | [ 16 ] [ 11 ]                                |
| "E.T."                                   | 2011 | Katy Perry                           | [ 45 ] [ 16 ]                                |
| "The One That Got Away"                  | 2011 | Katy Perry                           | [ 46 ] [ 16 ]                                |
| "Har Megiddo"                            | 2011 | Living Things                        | [ 47 ]                                       |
| "Fake It Baby, Fake It (La Dame Nature)" | 2012 | Living Things                        | [ 48 ]                                       |
| "Anything Could Happen"                  | 2012 | Ellie Goulding                       | [ 16 ] [ 49 ]                                |
| "Try"                                    | 2012 | P!nk                                 | [ 50 ] [ 51 ] [ 16 ]                         |
| "Leaning Towards Solace"                 | 2012 | Sigur Rós                            | [ 52 ] [ 53 ]                                |
| "The Stars (Are Out Tonight)"            | 2013 | David Bowie                          | [ 54 ] [ 55 ]                                |
| "Mirrors"                                | 2013 | Justin Timberlake                    | MTV Video Music Award 2013 Video of the Year |
| "The Next Day"                           | 2013 | David Bowie                          | [ 58 ] [ 59 ]                                |
| "Montauk Fling"                          | 2013 | Lawrence Rothman                     | [ 60 ]                                       |
| "#1 All Time Low"                        | 2013 | Lawrence Rothman                     | [ 61 ]                                       |
| "Fatal Attraction"                       | 2013 | Lawrence Rothman                     | [ 62 ]                                       |
| "California Paranoia"                    | 2015 | Lawrence Rothman ft. Angel Olsen     | [ 63 ]                                       |
| "Oz vs. Eden"                            | 2015 | Lawrence Rothman                     | [ 64 ]                                       |
| "Users"                                  | 2015 | Lawrence Rothman                     | [ 65 ]                                       |
| "H"                                      | 2016 | Lawrence Rothman                     | [ 66 ]                                       |
| "Sledgehammer"                           | 2016 | Rihanna                              | [ 67 ] [ 68 ]                                |
| "Die 4 You"                              | 2017 | Perfume Genius                       | [ 69 ]                                       |
| "Without Love"                           | 2017 | Alice Glass                          | [ 70 ]                                       |
| "Ain't Afraid Of Dying"                  | 2017 | Lawrence Rothman ft. Marissa Nadler  | [ 71 ]                                       |
| "Designer Babies"                        | 2017 | Lawrence Rothman ft. Kim Gordon      | [ 72 ]                                       |
| "Jordan"                                 | 2017 | Lawrence Rothman ft. Kristin Kontrol | [ 73 ]                                       |
| "Swan Song"                              | 2019 | Dua Lipa                             | De Alita: Battle Angel                       |
| "Lifetime"                               | 2019 | Yves Tumor                           |                                              |
| "Into Happiness"                         | 2019 | Phantogram                           |                                              |
| "Unholy"                                 | 2022 | Sam Smith ft. Kim Petras             | [ 74 ]                                       |

Directora de fotografia
- 2000 "4 Ton Mantis", Amon Tobin

## Premis (selecció)
- 2013 MTV Music Video Award, EUA - Guanyador al vídeo de l'any, per Mirrors (Justin Timberlake)
- 2004 Premis Juno, Canadà - Millor vídeo musical, per "Fighter" (Christina Aguilera)
- 2003 MTV European Awards - Premi al millor vídeo internacional, per Untitled (Sigur Rós)
- 2003 New York Underground Film Festival - Premi Audio/Visual, per Untitled (Sigur Rós)
- 2003 Advertising and Design Awards, Toronto, Ontario, Canada -Premi al Mèrit Especial pel Vídeo Musical, per "Fighter" (Christina Aguilera)
- 1999 German Kodak Photobook Award, pel seu llibre Redemption
- 1998 British Music Video Awards, UK – Nominació al millor vídeo: "Little Wonder" (David Bowie)
- 1997 MTV Music Video Awards, USA – Nominació al millor vídeo de rock: "Beautiful People" (Marilyn Manson)